# Vicente Poleró
Vicente Poleró y Toledo – hiszpański malarz i pisarz. Pracował jako konserwator i restaurator dzieł sztuki dla Muzeum Prado (m.in. zajmował się obrazem Kolos Francisca Goi) i Escorialu.

## Dzieła malarskie
- Recuerdos de El Paular
- Cámara de Felipe IV
- Vistas del Coro de El Escorial
- Interior del Salón de Cortes de Valencia

## Dzieła literackie
- Arte de la restauración, Madryt, 1853.
- Tratado General de Pintura